# Petru Stan
Petru Stan (n. 5 martie 1943) este un fost senator român în legislatura 2004-2008 ales în județul Sălaj pe listele partidului PRM. Petru Stan a devenit senator independent din iunie 2008. În cadrul activității sale parlamentare, Petru Stan a fost membru în grupurile parlamentare de prietenie cu Bosnia și Herțegovina, Regatul Hașemit al Iordaniei, Statul Plurinațional Bolivia și Republica Malta. Petru Stan a inițiat 164 de propuneri legislative din care 5 au fost promulgate legi. Petru Stan a înregistrat 162 de luări de cuvânt în 115 ședințe parlamentare. Petru Stan a fost membru în comisia pentru agricultură, silvicultură și dezvoltare rurală, comisia pentru administrație publică, organizarea teritoriului și protecția mediului (din sep. 2007,  vicepreședinte până în feb. 2008) și comisia pentru muncă, familie și protecție socială (feb. 2007 - dec. 2008).  